# 崎間晃
崎間 晃（さきま あきら、1932年10月13日 - 2017年12月19日）は、日本の銀行家。

## 経歴
沖縄県出身。1954年に京都大学法学部を卒業し、同年に琉球銀行に入行。1974年に取締役に就任し、1979年6月に常務、1981年6月に専務を経て、1985年6月に頭取に就任。1993年6月に会長に就任し、1999年5月に取締役相談役を経て、同年6月には相談役に退いた。
2017年12月19日に肺炎のために死去。85歳没。